# Liriomyza montis
Liriomyza montis är en tvåvingeart som beskrevs av Spencer 1986. Liriomyza montis ingår i släktet Liriomyza och familjen minerarflugor.
Artens utbredningsområde är Colorado. Inga underarter finns listade i Catalogue of Life.